# Dauphin (Manitoba)
Dauphin è un comune (city) del Canada, situato nella provincia di Manitoba, nella regione di Parkland.